# Milan Grlović
Milan Grlović, (Križevci, 10. listopada 1852. – Zagreb, 9. lipnja 1915.), bio je hrvatski novinar, publicist, prevoditelj, kritičar i književnik.

## Životopis
Milan Grlović rođen je u Križevcima 1852. godine. U Križevcima je pohađao pučku školu, u Varaždinu gimnaziju. U Pragu i Beču studirao je pravo. Za studija u Beču uređivao je zabavnik hrvatske omladine Velebit. U Zagrebu je vlastitim sredstvima izdavao i uređivao prvi hrvatski informativni list Hrvatski svjetozor (1877.g.-1878.g.) u kojem je iznio potrebu osnivanja profesionalnog društva radi poboljšanja socijalnog položaja i neovisnosti novinara. Pisao je za listove Vienac, Obzor, Hrvatski svjetozor, Smotra, Prijatelj naroda, Agramer Tagblatt, Ljetopis, Prosvjeta, Nada, Hrvatsko pravo, Hrvatska, Savremenik, Ustavnost, Narodne novine, a osim Velebita i Hrvatskog svjetozora uređivao je Pozor, Smotru, Prijatelj naroda, Ljetopis, Narodne novine. Pripada među utemeljitelje Društva hrvatskih književnika. Osnovao je i bio prvi predsjednik Hrvatskog novinarskog društva. Osnovao je i prvu hrvatsku informativnu agenciju. Pisao je kazališne, glazbene i književne kritike, pjesme, feljtone, novele, putopise; napisao je roman Prometej te vodio dnevnik. Objavio je Album zaslužnih Hrvata 19. stoljeća. Sastavio je pregled tiska za 1894. godine. Bavio se prevođenjem s njemačkog, talijanskog i engleskog jezika.

## Djela
- Album zaslužnih Hrvata XIX. stoljeća: Sto i pedeset životopisa, slika i vlastoručnih podpisa, Nakl. Matićevog litografskog zavoda, Zagreb, 1898-1900. (repr. izd. Tiskara Rijeka, Rijeka, 1992.)
- Strossmayer koledar za god. 1907.: godina prva, Odbor Zagrebačkih gospoja za Strossmayerov spomenik, Zagreb, [1908].
- Moj život: pjesme i proza 1874. – 1914., Naklada i izdanje piščevo, Zagreb, 1914.

## Spomen
- Njegovo ime nosi priznanje koje Hrvatsko novinarsko društvo dodjeljuje zaslužnim novinarima.[1]

## Vanjske poveznice
- Križevci.info Sergej Novosel: 153. rođendan Milana Grlovića
- Matica hrvatska  Arhivirana inačica izvorne stranice od 29. srpnja 2007. (Wayback Machine) Žiril Petešić: Milan Grlović - prvi predsjednik Hrvatskoga novinarskog društva, izdavač: Matica hrvatska Križevci i Hrvatsko novinarsko društvo Zagreb, Križevci i Zagreb, 1992.